# Mental Health First Aid

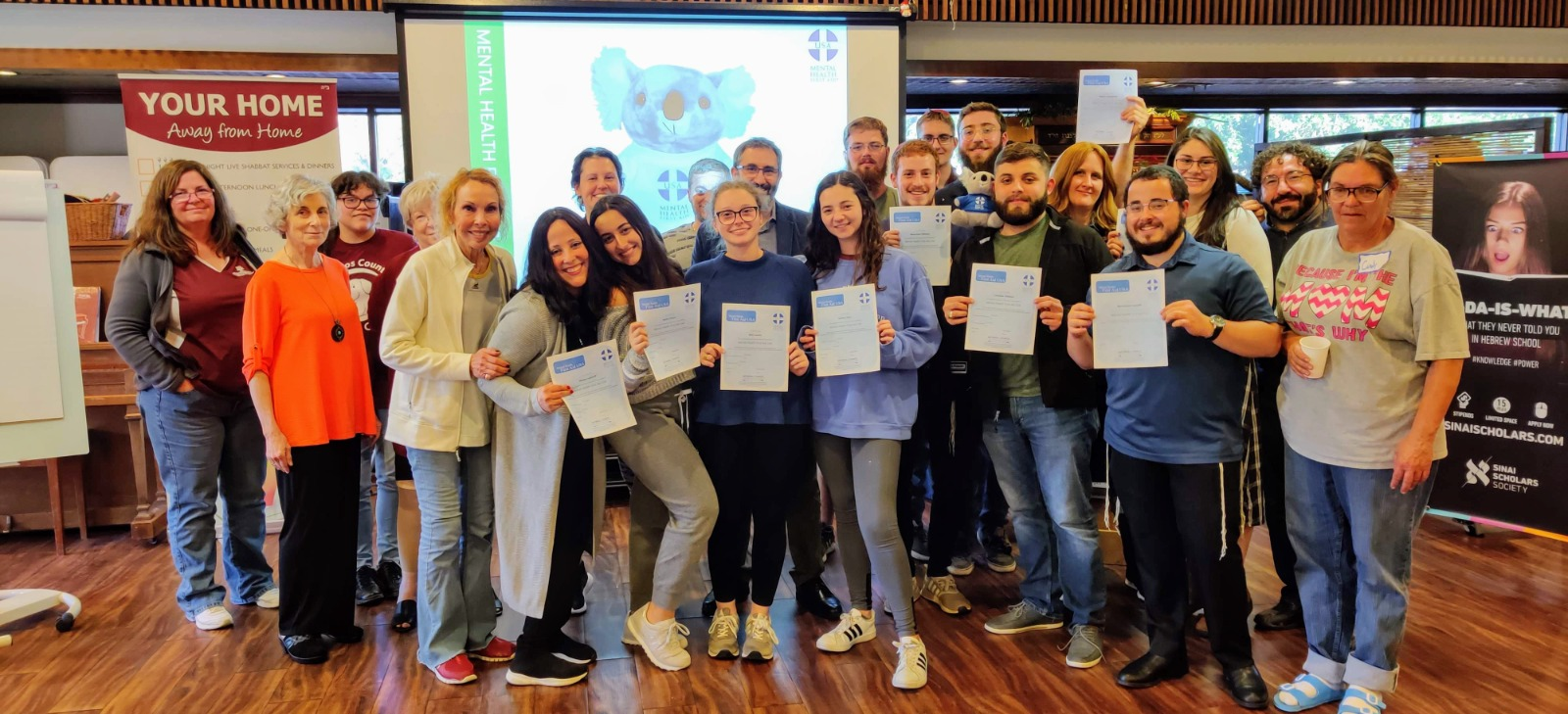
Mental Health First Aid Training an der Texas A&M University (2019)

Mental Health First Aid (auch MHFA oder Erste Hilfe für psychische Gesundheit) ist eine Bildungsinitiative, die Laien schult, anderen Menschen zu helfen, die sich in einer psychischen Krise befinden oder psychische Gesundheitsprobleme entwickeln. Entsprechend Erster Hilfe für körperliche Probleme wird im MHFA-Programm nicht geschult, wie man psychische Probleme diagnostiziert oder behandelt. Das Ziel von MHFA ist, Laien beizubringen, wie man erste Unterstützung leisten kann, bis der Betroffene professionelle Hilfe erhält oder die Krise abklingt. Das Programm ist weltweit verbreitet und wird unter anderem in den USA, Großbritannien und Australien von staatlicher Seite gefördert. Bis zum Jahr 2025 haben über 1,5 Millionen Australier und über 8 Millionen Menschen in 29 Ländern durch MHFA ein Training in Erster Hilfe für psychische Gesundheit erhalten.

## Idee
Psychische Gesundheitsprobleme treten in der Gesellschaft so häufig auf, dass Kontakte zu Betroffenen für jeden sehr wahrscheinlich sind. Allerdings wissen nur wenige Menschen, wie man psychische Probleme erkennt, wie man Betroffene unterstützt oder welche Möglichkeiten es zur professionellen Unterstützung und Behandlung gibt. Darüber hinaus bekommen viele Menschen mit psychischen Problemen keine oder zu spät Hilfe. Personen aus dem sozialen Umfeld, die Möglichkeiten für professionelle Hilfe kennen, können Betroffene dabei unterstützen, Hilfe anzunehmen. In einer psychischen Krise, beispielsweise bei Suizidgedanken, einer Panikattacke oder einer akuten Psychose, kann jemand mit entsprechenden Fähigkeiten in erster Hilfe für psychische Gesundheit das Risiko verringern, dass Betroffene Schaden nehmen.
Darüber hinaus werden Menschen mit psychischen Gesundheitsproblemen häufig stigmatisiert und diskriminiert. Durch Verbreitung von Wissen und Verständnis für psychische Gesundheitsprobleme können Stigmatisierung und Diskriminierung verringert werden.

## Geschichte
Das Mental Health First Aid-Programm wurde im Jahr 2000 in Australien von Betty Kitchener und Anthony Jorm entwickelt. Seit 2003 wurde das Programm in zahlreichen Ländern eingeführt, darunter Bangladesch, Bermuda, China, Dänemark, Deutschland, Finnland, Frankreich, Großbritannien, Hongkong, Indien, Irland, Japan, Kanada, Luxemburg, Malaysia, Malta, Niederlande, Neuseeland, Österreich, Saudi-Arabien, Schweden, Schweiz, USA und in den Vereinigten Arabischen Emiraten.

## Forschung zu Mental Health First Aid
In vielen Studien wurde gezeigt, dass Menschen, die an einem MHFA-Ersthelfer-Kurs teilgenommen haben, ein verbessertes Wissen, Selbstvertrauen und Hilfsverhalten aufweisen. Zwei Metaanalysen von Daten aus 15 und 18 Evaluationsstudien kamen zu dem Schluss, dass die Ausbildung in Erster Hilfe für psychische Gesundheit das Wissen der Teilnehmenden über psychische Gesundheit erhöht, ihre negativen Einstellungen verringert und das unterstützende Verhalten gegenüber Betroffenen verbessert.
In Kooperation mit MHFA wurden Forschungsarbeiten durchgeführt, um internationale Richtlinien für die besten Strategien zur Ersten Hilfe bei psychischen Störungen zu entwickeln. Das MHFA-Training wurde in das US-amerikanische Nationale Register evidenzbasierter Programme und Praktiken der Substance Abuse and Mental Health Services Administration (SAMHSA) aufgenommen.

## MHFA in verschiedenen Ländern

### Australien
Das australische MHFA-Programm wird von der gemeinnützigen Organisation Mental Health First Aid International (firmiert als Mental Health First Aid Australia) geleitet.
MHFA Australia bietet neben Standard MHFA unter anderem Kurse zur psychischen Gesundheit Jugendlicher, und Senioren an. Außerdem gibt es Kurse, die auf den Unterricht in Schulen zugeschnitten sind Online- und Blended-Learning Kurse. Darüber hinaus gibt es kulturell adaptierte Kurse für Aborigines, Torres-Strait-Insulaner, vietnamesisch- und chinesisch-stämmige Australier. sowie Kurse, welche für spezielle Berufsgruppen ausgelegt sind (z. B. Medizinstudenten, Krankenpfleger und Finanzberater).
Bis zum Jahr 2020 haben über 850.000 Australier (über 3 % der Bevölkerung) ein Training in Erster Hilfe für psychische Gesundheit erhalten.
Das australische Mental Health First Aid-Trainingsprogramm hat zahlreiche Auszeichnungen erhalten, unter anderem:
- Suicide Prevention Australia - 2005 Life Award
- Victorian Public Health Programs Award für Innovation, 2006
- Gold Achievement Award 2007 der MHS Konferenz in der Kategorie Mental Health Promotion Mental Illness Prevention Program or Project
- Enterprise and Resourcefulness Award - NSW Aboriginal Health Awards 2010
- Silver Achievement Award 2010 der MHS Konferenz für das Aboriginal und Torres Strait Insulaner Programm in der Kategorie Mental Health Promotion or Mental Illness Prevention Program or Project
- Silver Achievement Award 2014 der MHS Konferenz für das Youth Mental Health First Aid Programm in der Kategorie Mental Health Promotion or Mental Illness Prevention Program or Project
- MHS Medal 2017 (die führende Auszeichnung unter den Mental Health Service Auszeichnungen in Australien und Neuseeland, die einzigartige und inspirierende Beiträge zur psychischen Gesundheit durch eine Person oder Organisation ehrt.)

### Deutschland
Das MHFA-Programm wurde nach wissenschaftlichen Kriterien entwickelt und wird fortlaufend evaluiert. MHFA International vergibt das Recht, das Programm in anderen Ländern als Australien auszurollen, an ausgewählte Anbieter. Der alleinige Lizenzinhaber für MHFA-Kurse in Deutschland ist MHFA Ersthelfer, ein Projekt in Trägerschaft des Zentralinstituts für Seelische Gesundheit (ZI) in Mannheim. Das gemeinnützige Projekt wurde gemeinsam mit der Dietmar Hopp Stiftung aufgebaut und arbeitet in Partnerschaft mit der Beisheim Stiftung daran, ein deutschlandweites Netzwerk an Ersthelfern für psychische Gesundheit aufzubauen. Das langfristige Ziel ist es, dass das Wissen über Erste Hilfe für psychische Gesundheit genauso verbreitet ist wie das Wissen über Erste Hilfe für körperliche Gesundheit. Neben der Ausbildung der Ersthelfer bildet das ZI als zweite Säule des Projekts qualifizierte Fachpersonen zu Instruktoren aus, die die MHFA-Kurse durchführen.
Seit September 2019 werden in Deutschland die offiziellen MHFA Ersthelfer-Kurse angeboten. Seitdem wurden 47 998 Menschen zu MHFA-Ersthelfern ausgebildet.(Stand vom 24. Juni 2025). Auch in der Öffentlichkeit fand die Etablierung des Projektes in Deutschland eine große Aufmerksamkeit.

### Österreich
Pro mente austria bietet unter dem Titel Erste Hilfe für die Seele als einzige Organisation in Österreich das lizenzierte australische MHFA-Programm an.

### England
Mental Health First Aid wurde seit dem Jahr 2007 durch das Department of Health bzw. das National Institute for Mental Health in England mit dem Ziel etabliert und gefördert, die psychische Gesundheit in der Gesellschaft zu verbessern. Mental Health First Aid England wurde 2009 gegründet und firmiert als gemeinnütziges Unternehmen.
MHFA England bietet neben Standard-MHFA-Kursen unter anderem Kurse zur psychischen Gesundheit Jugendlicher an, Kurse, die auf den Unterricht in Schulen zugeschnitten sind, Kurse für das Militär, deren Angehörige und Veteranen, sowie einen dreistündigen Einführungskurs.
Seit 2009 wurden in England über 400.000 Ersthelfer für psychische Gesundheit und über 2000 MHFA-Instruktoren ausgebildet. Das Department of Health empfiehlt allen Arbeitgebern in England MHFA-Trainings für die Arbeitnehmer anzubieten. Dies ist Teil der Initiative "No health without mental health: Implementation Framework". Die gemeinnützige Organisation Business in the Community empfiehlt Mental Health First Aid seit 2016 für alle Arbeitsplätze.

### USA
MHFA wurde 2008 durch das National Council for Behavioral Health gemeinsam mit dem Missouri Department of Mental Health in den USA etabliert. Seitdem wurden über 2 Millionen Ersthelfer durch insgesamt mehr als 15.000 Instruktoren in allen Bundesstaaten sowie Puerto Rico und Guam ausgebildet. Die Kurse werden für zahlreichen Zielgruppen angeboten, darunter Krankenhauspersonal, Arbeitgeber, religiöse Gemeinschaften und Polizei.
Youth Mental Health First Aid wurde 2012 in den USA eingeführt, um zu schulen wie man Jugendliche unterstützt. Weitere zielgruppenspezifische Kurse werden in den USA für Veteranen, öffentliche Sicherheit, weiterführende Schulen, ländlichen Raum und Senioren angeboten. Für die Standard- und Youth-Kurse wird auch eine spanische Version angeboten.
Das MHFA-Training wurde in das US-amerikanische Nationale Register evidenzbasierter Programme und Praktiken der Substance Abuse and Mental Health Services Administration (SAMHSA) aufgenommen.
Mental Health First Aid war Teil von Präsident Obamas Plan, Waffengewalt zu reduzieren und die Versorgung im Bereich psychischer Gesundheit zu verbessern. Im Jahr 2014 wurden SAMHSA durch den Kongress 15 Millionen US$ bewilligt, um Lehrer und Schulangestellte mit Youth MHFA auszubilden. Das Mental Health First Aid Gesetz von 2015 (S. 711/H.R. 1877) soll jährlich 20 Millionen US$ für Trainings der amerikanischen Bevölkerung zur Verfügung stellen. Fünfzehn Bundesstaaten bezuschussen MHFA, darunter Texas mit 5 Millionen US$.

### Kanada
MHFA Canada wurde 2007 gegründet und wird seit 2010 von der Mental Health Commission of Canada geleitet.
MHFA Canada bietet neben Standard-MHFA-Kursen Kurse zur psychischen Gesundheit Jugendlicher, Senioren und Veteranen an, sowie kulturell-adaptiert Varianten für Inuit, Northern Peoples und First Nations. Ein berufsgruppenspezifischer Kurs wird unter anderem für Polizisten angeboten.
Mitte 2020 waren fast 500.000 Kanadier in Erster Hilfe für psychische Gesundheit geschult und mehr als 1400 Instruktoren ausgebildet.

### Vereinigte Arabische Emirate
MHFA UAE wurde 2017 in den Vereinigten Arabischen Emiraten etabliert und wird vom Lighthouse Center for Wellbeing, einer Ambulanz in Dubai, geleitet. Das Lighthouse Center ist der einzige akkreditierte Anbieter in den Vereinigten Arabischen Emiraten und bietet die Kurse zur psychischen Gesundheit von Erwachsenen und Jugendlichen an.

### Andere Projekte
In Deutschland haben sich auch weitere Projekte, die keine MHFA-Lizenz besitzen, dem Thema der Ersten Hilfe bei psychischen Gesundheitsproblemen angenommen.
Ein vom IUK Institut Dortmund entwickeltes Schulungsprojekt für Laienhelfer läuft unter dem Titel Mental First Aid 2019–2021 im Rahmen des Präventionsprogramms des Bundesgesundheitsministeriums und der Krankenkassen an der Technischen Hochschule Ostwestfalen-Lippe. Es dient der Ausbildung von Ansprechpartnern unter Studierenden, Mitarbeitern und Hochschullehrer. 
Die in den USA vom National Board for Certified Counselors entwickelte Ausbildung zum Mental Health Facilitator mit internationaler Registrierung zum Ersthelfer wird in Deutschland seit 2009 vom IUK Institut in Dortmund angeboten. Trainings (unter Corona-Bedingungen auch Online, grundsätzlich mit Einsatz von Schauspielern aus der Medizinerausbildung) fanden bisher für 280 Mitarbeiter von Arbeitsagentur und Jobcentern, öffentlichen Unternehmen, Polizei, Gerichten, Hochschulen und im Gesundheitsbereich tätigen internationalen Unternehmen statt.